# Turnacık (Ağlı)
Turnacık is een dorp in het Turkse district Ağlı  en telt 17 inwoners.
| Jaartal | totaal | man | vrouw |
| ------- | ------ | --- | ----- |
| 2018    | 17     | 6   | 11    |
| 2017    | 20     | 7   | 13    |
| 2016    | 19     | 6   | 13    |
| 2015    | 18     | 6   | 12    |
| 2014    | 18     | 6   | 12    |
| 2013    | 19     | 6   | 13    |
| 2012    | 20     | 6   | 14    |
| 2011    | 19     | 7   | 12    |
| 2010    | 21     | 9   | 12    |
| 2009    | 22     | 9   | 13    |
| 2008    | 28     | 13  | 15    |
| 2007    | 33     | 16  | 17    |

Centrale districtsplaats (İlçe Merkezi): Ağlı
Dorpen (Köyler):
Adalar · Akçakese · Akdivan · Bereketli · Fırıncık · Gölcüğez · Kabacı · Müsellimler · Oluközü · Selmanlı · Tunuslar · Turnacık · Yeşilpınar